# Chromium
Chromium – otwarty projekt przeglądarki internetowej, z którego kod źródłowy czerpią między innymi Google Chrome, Opera czy Microsoft Edge.
Wydania Chromium pojawiają się zasadniczo podobnie do ostatnich wydań Google Chrome, z pominięciem konkretnych dodatków od Google, najbardziej zauważalne spośród nich to: marka Google, mechanizm automatycznej aktualizacji, warunki licencyjne, śledzenie używania, wbudowany czytnik PDF i integracja z Flash Playerem. Chromium używa silnika Blink.
Nazwa Projektu Chromium bierze swoją nazwę od pierwiastka chromu (łac. chromium). Intencją Google było, jak zostało wyrażone w dokumentacji technicznej, aby Chromium było nazwą projektu otwartego oprogramowania, a nazwą końcowego produktu było Chrome. Jednakże inni deweloperzy podjęli kod źródłowy Chromium i wydawali wersje pod nazwą Chromium.

## Różnice pomiędzy Chromium a Google Chrome
Chromium to nazwa nadana projektowi otwartego oprogramowania oraz kodowi źródłowemu wydanemu i prowadzonemu przez Projekt Chromium. Istnieje możliwość pobrania kodu źródłowego i ręczne skompilowanie go na wiele platform.
Google czerpie ten kod źródłowy i dodaje:
- zintegrowany Flash Player,
- wbudowany czytnik PDF w trybie piaskownicy,
- nazwę i logo Google,
- system automatycznej aktualizacji nazywany Google Update,
- wbudowana opcja wysyłania statystyk używania i raportów awarii użytkowników,
- śledzenie RLZ. (podczas pobierania przeglądarki przez akcelerator pobierania wysyłane są informacje o miejscu i czasie pobrania Chrome w szyfrowanej formie w celach marketingowych i analitycznych. W lipcu 2010 Google potwierdziło, że token śledzenia RLZ nie jest obecny w wersjach Chrome pobranych bezpośrednio ze strony Google oraz we wszystkich wersjach Chromium. Kod źródłowy RLZ udostępniono w tym samym czasie na otwartej licencji, pozwalając programistom na poznanie jego działania)

Domyślnie Chromium obsługuje tylko kodeki Vorbis, Theora i WebM dla tagów audio i wideo HTML5, podczas gdy Google Chrome wspiera dodatkowo AAC i MP3. 11 stycznia 2011 główny programista projektu Chrome - Mike Jazayeri ogłosił, że przeglądarka nie będzie dłużej wspierała formatu wideo H.264, zastępując go odtwarzaczem HTML5. Chromium również nie obsługuje H.264. Niektóre dystrybucje Linuksa mogą dodawać wsparcie dla innych kodeków do zmodyfikowanych wersji Chromium.

## Licencjonowanie
Część Chromium, której autorem jest Google, wydana jest pod licencją BSD, z innymi częściami podlegającymi innym otwartym licencjom, włączając w to: X11, LGPL, Ms-PL i potrójną licencję MPL/GPL/LGPL. Dodatkowo programiści zauważyli, że część plików nie została wydana pod wolną licencją. Od marca 2011 ten problem pozostaje nierozwiązany.

## Historia

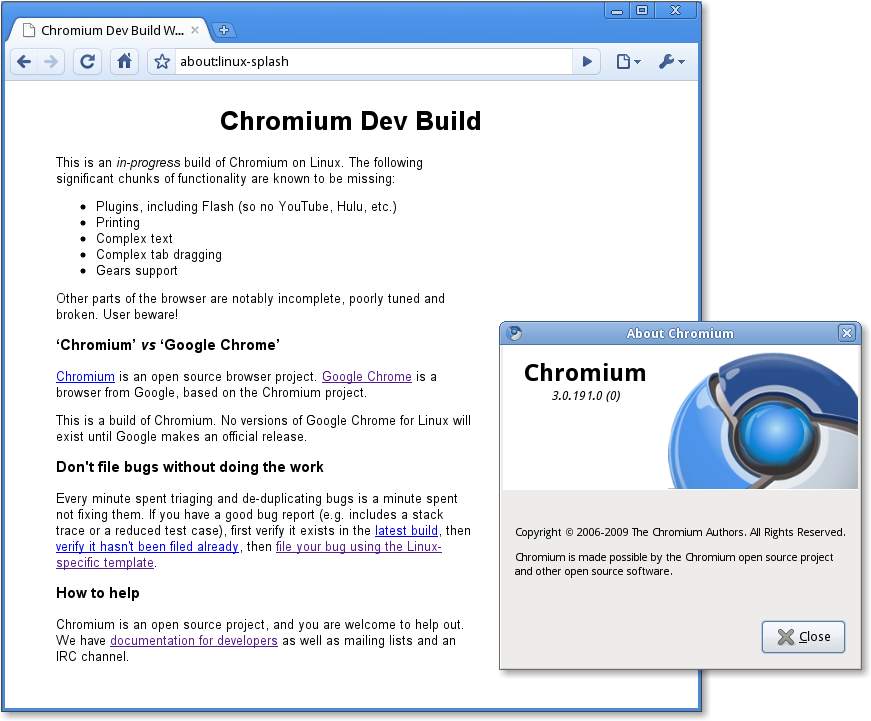
Wczesna wersja alfa Chromium 3.0 dla Linuksa, potwierdzająca swoją odrębność od Google Chrome

Oryginalne logo Chromium używane od rozpoczęcia projektu do wydania Chromium 11

Logo wprowadzone wraz z wydaniem Chromium 12

Ponieważ Chromium jest projektem otwartego oprogramowania, który ma wpływ na wydania Google Chrome, historia obu jest powiązana. Chromium to projekt tworzący wszystkie wersje jako rozwojowe, z Chrome będącym oficjalnym wydaniem.
| Legenda:       | Legenda:                | Legenda: |
| -------------- | ----------------------- | -------- |
| starsze wersje | aktualna wersja testowa |          |

| Wersja      | Data wydania | Zmiany |
| ----------- | ------------ | --- |
| 0.2.150.0   | 2008-09      | Pierwsze wydanie. |
| 0.3.155.0   | 2008-09      | Częściowo zmieniono okienko o Chromium. |
| 0.5.155.0   | 2008-10      | Poszerzono okienko o Chromium. |
| 1.0.155.0   | 2008-11      | Pierwsze oficjalne wydanie. Usunięto serwer dla aktualizacji. |
| 2.0.165.0   | 2008-12      | Menedżer zakładek i wsparcie dla niestandardowych funkcji CSS, w tym gradientów, odbić i masek. |
| 3.0.182.2   | 2009-05-28   | Dużo szybszy silnik JavaScript, system wyboru motywów przez użytkownika, ulepszenia Omniboxa i przeprojektowana strona nowej karty. |
| 4.0.212.0   | 2009-09-22   | Obsługa rozszerzeń, synchronizacja zakładek i wersja beta Chrome dla macOS i Linuxa. Poszerzono okienko o Chromium. |
| 5.0.306.0   | 2010-01-26   | Poprawki błędów. Zintegrowany Adobe Flash Player. |
| 6.0.472.53  | 2010-07      | Jednolite menu strony i narzędzi, przycisk home domyślnie ukryty (możliwa opcja włączenia), usunięcie przycisku "idź", połączony przycisk "odśwież/stop", pasek zakładek domyślnie ukryty, zintegrowany czytnik PDF, kodek WebM do użytku z HTML5 video, ulepszony pasek adresu. |
| 7.0.497.0   | 2010-08-17   | Ulepszona obsługa HTML5, dwukrotnie względem Chromium 6, dodano akcelerację sprzętową – przyspieszenie przeglądarki w skomplikowanym renderowaniu grafiki 225 razy, implementacja dynamicznego wyszukiwania oraz o 3% szybsze działanie JavaScriptu. |
| 8.0.549.0   | 2010-10-07   | Lepsza integracja z Google Chrome OS oraz poprawione funkcje chmury. |
| 9.0.562.0   | 2010-10-23   | Poprawki bezpieczeństwa, funkcje "pre-rendering" i "falstart" przeznaczone do szybszego ładowania stron internetowych. Dodano stronę startową. |
| 10.0.601.0  | 2010-12-03   | 18 nowych funkcji, włączając w to wyszukiwanie "Instant Type" a także renderowanie stron za pomocą GPU. Rozwój "pre-renderingu" został zatrzymany, podczas gdy wprowadzono funkcję "snap start". |
| 11.0.652.0  | 2011-01-28   | Uproszczenie menu ustawień, włączeniu menu synchronizacji oraz usunięcie wszystkich pól wyboru. Wsparcie dla języków oraz sprawdzania pisowni rozszerzono do 100 języków. Silnik WebKit 534.18 oraz V8 3.1.1 – zwiększona szybkość JavaScriptu i lepsze wyniki testów benchmarkowych. |
| 12.0.700.0  | 2011-03-11   | Strona about:flags zawierającą nowe funkcje testowe, m.in. licznik fps dla statystyk akceleracji sprzętowej, interfejs P2P API – przyszłe zmiany w funkcjach wymiany danych, ulepszony pasek adresu i niewielkie zmiany w kartach. Silnik WebKit 534.24 i silnik JavaScript V8 w wersji 3.2.1.1. Zastąpienie logo w stylu 3D, używanego od samego rozpoczęcia projektu nowym logo 2D. Wprowadzono history quick provider – funkcja ta automatycznie przeszukuje historię przeglądania dla stron odwiedzonych przez ostatnie 72 godziny, szukając pasujących tytułów stron oraz adresów URL. |
| 12.0.742.0  | 2011-04-19   | Wprowadzenie przycisku przełączania profili, pozwalającego użytkownikom zalogować się na wiele kont Google, jak i inne konta w ramach tego samego procesu przeglądarki. Przeprojektowanie i podzielenie strony Nowej Karty na cztery przewijane poziomo fragmenty: często odwiedzane strony, Google apps, oraz dwie konfigurowalne przez użytkownika. Przeprojektowanie przycisku odświeżania. Mniejsze zmiany w pasku adresu. Wprowadzono również nowe symboliczne logo. |
| 13.0.748.0  | 2011-04-26   | Przycisk menu pozwalający użytkownikom na przełączanie się pomiędzy wieloma profilami Google, zaznaczanie wielu kart oraz ulepszony silnik omniboksa. |
| 14.0.783.0  | 2011-06-02   | Wsparcie w about:flags dla wstępnego ładowania wyszukiwania dynamicznego i akceleracja GPU na wszystkich stronach. Domyślnie włączona akceleracja 2D canvas, licznik klatek na sekundę w menedżerze zadań oraz wsparcie dla API widoczności strony. |
| 15.0.837.0  | 2011-07-28   | Przeniesienie synchronizacji do głównego menu, menedżer profili, domyślne szyfrowanie danych synchronizacji, ulepszenie prerenderowania stron, płynne przewinięcie strony po naciśnięciu spacji, automatyczne logowanie do serwisów Google'a, ikony w pasku stanu dla różnych profili, znacznie więcej opcji synchronizacji (łącznie z synchronizacją danych Omniboksu), ulepszenia w prerenderingu. Odświeżono również stronę startową. |
| 16.0.877.0  | 2011-09-10   | Wprowadzenie modułu "Offscreen Tabs", pozwalającego pracować jednocześnie na wielu kartach. |
| 17.0.913.0  | 2011-10-19   | Testowa funkcja "HTTP pipelining" przyspieszająca ładowanie strony, Gamepad API pozwalające na interakcję z przeglądarką joystickami i innymi podobnymi urządzeniami wskazującymi. Możliwość przeniesienia ikon profili bezpośrednio na pulpit Windowsa. Usunięto symbol "+" przy dodawaniu nowych kart. |
| 18.0.964.0  | 2011-12-07   | Lepsza organizacja menu. Połączenie trzech kart w Opcjach w jedną. Ukrycie ustawień prywatności, proxy i menedżera certyfikatów bezpieczeństwa. Dodanie wizualizacji sugestii w omniboxie. |
| 19.0.1028.0 | 2012-01-02   | Wsparcie dla Androida, poprawki błędów, synchronizacja kart. Nowy wygląd ustawień. |
| 20.0.1086.0 | 2012-03-29   | Poprawki błędów. Przetłumaczono kilka tekstów. |
| 21.0.1134.0 | 2012-05-11   | Nowe API w celu umożliwienia odtwarzania wysokiej jakości wideo i komunikacji audio. Zezwolnienie zawarte w API getUserMedia JavaScript, które umożliwia dla aplikacji internetowej dostęp do kamery i mikrofonu użytkownika wcześniej pytając o pozwolenie, aby to zrobić. |
| 22.0.1181.0 | 2012-06-21   | Poprawa interfejsu JavaScript API. Zmieniono przycisk Zakładki. |
| 23.0.1231.0 | 2012-08-09   | Poprawa akceleracji wideo przez GPU. Dodano tryb Metro Windows 8. Zmieniono przycisk Ustawienia. Usunięto okienko przy "Chromium - informacje" i został przeniesiony do ustawień. |
| 24.0.1272.0 | 2012-09-20   | Poprawa interpretacji MathML. |
| 25.0.1313.0 | 2012-11-01   | Wprowadzenie wsparcia znaczników czasu i daty w HTML5. |
| 26.0.1366.0 | 2012-12-20   | Propozycja zmiany (w postaci wyskakującej chmurki) zmiany wyszukiwarki Google. |
| 27.0.1412.0 | 2013-02-14   | Poprawa prędkości ładowania stron o średnio 5%, ulepszenie korekty pisowni. |
| 28.0.1455.0 | 2013-03-28   | Przejście na silnik Blink (porzucenie Webkita/WebCore'a). Wsparcie dla Ubuntu 12.04. |
| 29.0.1503.3 | 2013-04-07   | Możliwość zresetowania profilu użytkownika, nowe aplikacje i rozszerzenia API. |
| 30.0.1549.0 | 2013-06-27   | Ulepszone wyszukiwanie obrazów, naprawa błędów. |
| 31.0.1600.0 | 2013-07-13   | Poprawki błędów. |
| 32.0.1651.2 | 2013-08-25   | Wprowadzenie automatyczne blokowanie plików uznanych jako niebezpieczne. Nowy wygląd przeglądarki. Usunięto przycisk "Zgłoś błąd" |
| 33.0.1701.0 | 2013-11-06   | Poprawki błędów. |
| 34.0.1751.0 | 2013-12-18   | Nowy wygląd Chrome w trybie Metro Windows 8. |
| 35.0.1849.0 | 2014-02-20   | Nowe funkcje JavaScript, ulepszenia stabilności i wydajności. |
| 36.0.1917.0 | 2014-03-31   | Nowy wygląd przeglądarki w trybie incognito, ulepszenia stabilności i wydajności. |
| 37.0.1986.0 | 2014-05-11   | Wsparcie dla systemu Windows DirectWrite w celu poprawy renderowania czcionek. Obsługa 64 bitowych komputerów PC. |
| 38.0.2063.0 | 2014-06-22   | Poprawki błędów. |
| 39.0.2126.0 | 2014-08-17   | Obsługa 64 bitowych komputerów Mac, ulepszenia stabilności i wydajności. |
| 40.0.2172.0 | 2014-09-28   | Poprawki błędów |
| 41.0.2215.0 | 2014-11-19   | Poprawa stabilności i naprawa błędów. |
| 42.0.2273.0 | 2015-01-12   | To wydanie obejmuje nową aplikację i wsparcie API, ulepszenia stabilności i wydajności. Usunięto interfejs Windows Aero dla Windows Vista. |
| 43.0.2312.0 | 2015-02-22   | Poprawki błędów i stabilności. |
| 44.0.2359.0 | 2015-04-07   | Ta wersja obejmuje kilka nowych aplikacji i interfejsów API rozszerzeń. |
| 45.0.2404.0 | 2015-05-17   | Poprawki błędów. |
| 46.0.2455.0 | 2015-07-14   | Poprawa stabilności i naprawa błędów. Nowe symboliczne logo w późniejszym jego wydaniu. |
| 47.0.2491.0 | 2015-08-23   | Aktualizacja zabezpieczeń i poprawki błędów. |
| 48.0.2527.0 | 2015-10-05   | Aktualizacja zabezpieczeń i poprawki błędów. |
| 49.0.2565.0 | 2015-11-16   | Aktualizacja zabezpieczeń i poprawki błędów. Nowy wygląd przeglądarki w trybie incognito. |
| 50.0.2624.0 | 2016-01-18   | Aktualizacja zabezpieczeń i naprawa błędów. Porzucono wsparcie dla Windows XP i Windows Vista. Usunięto tryb Metro Windows 8. |
| 51.0.2662.0 | 2016-02-28   | Zarządzanie poświadczeniami API i zmniejszenie nakładu niewidocznego renderowania. |
| 52.0.2705.0 | 2016-04-12   | Aktualizacja zabezpieczeń i naprawa błędów. |
| 85.0.2744.0 | 2016-05-21   | Aktualizacja zabezpieczeń i naprawa błędów. |

## Wymagania systemowe
Chromium można uruchomić na Windows, macOS (tylko Intel), Linux i na Google Chrome OS.

### Wydania 64-bitowe
Wydania 64-bitowe są dostępne na Linux, FreeBSD, macOS.
Od buildu 209752 dostępne są wydania dla Windows.

## Wydania społeczności

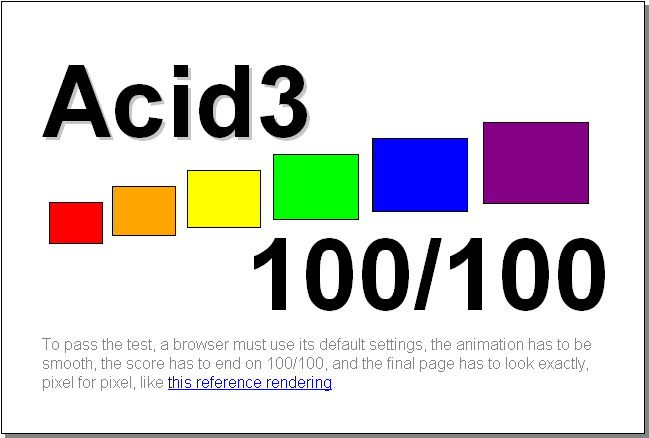
Wyniki testu Acid3 na Chromium

Wielu deweloperów skompilowało otwarty kod źródłowy Chromium i zrobiło wersje dostępne jako części dystrybucji Linuksa i BSD albo do użytku dla użytkowników systemów Mac OS X i Windows. Wśród nich:
Chromium – oficjalne wydania
- Antergos – Chromium jest domyślną przeglądarką.
- Arch Linux ma paczkę w oficjalnym repozytorium.
- Debian – Chromium jest dostępne.
- Fedora – dostępne w oficjalnym repozytorium.
- FreeBSD – paczki są dostępne od późnego 2009, a jako port jest dostępny od późnego roku 2010.
- Gentoo Linux od marca 2010 posiada paczkę w oficjalnym repozytorium.
- Lubuntu – Chromium był domyślną przeglądarką do wersji 13.10 (zastąpiono ją Firefoksem) wraz z nowymi wersjami dostarczanymi jako aktualizacje przez menedżer aktualizacji Ubuntu, utrzymując wersję Chromium zgodną z najnowszym stabilnym wydaniem Chrome.
- mobilny system operacyjny Nokii Maemo 5 – wersja proof-of-concept Chromium z niemodyfikowanym interfejsem użytkownika została wydana 11 kwietnia 2010.
- Manjaro Linux – Zawiera Chromium w swoim repozytorium.
- MeeGo używa Chromium w wersji dla netbooków.
- openSUSE ma dostępne Chromium w swoim repozytorium.
- PartedMagic – dostarcza Chromium jako domyślną przeglądarkę internetową.
- Puppy Linux – oferuje Chromium, zaczynając od Chromium 5.0.342 na Lucid Puppy 5.0.0, oparte na repozytorium aplikacji Ubuntu.
- Ubuntu rozpoczęło oferowanie Chromium przez Centrum oprogramowania Ubuntu wraz z Ubuntu 10.04 LTS jako część repozytorium „universe”. Pierwsza wersja została udostępniona w kwietniu 2010 nosiła numer 5.0.342.9, z nowymi wersjami dostarczanymi jako aktualizacje. Potem, w wersji 13.10, stała się oficjalną przeglądarką.

CrossOver Chromium
- CodeWeavers CrossOver Chromium jest nieoficjalnym pakietem pochodnym Wine i wersji Deweloperskiej Chromium 21 dla Linuksa i macOS, po raz pierwszy wydana 15 września 2008 przez CodeWeavers jako część ich projektu CrossOver.

CoolNovo (dawniej ChromePlus)
- CoolNovo jest przeglądarką opartą na Chromium dla systemów Windows i Linux. Dodaje takie funkcje jak gesty myszy, przeciąganie linków i otwieranie stron przy użyciu silnika Internet Explorera.

Comodo Dragon
- Comodo Dragon to 32-bitowa wersja Chromium dla systemów Windows 7, Visty i XP stworzona przez Comodo Group zawierająca ulepszone funkcje prywatności i bezpieczeństwa.

Flock
- Flock była przeglądarką wyspecjalizowaną w integracji z usługami społecznościowymi. Od wersji 3.0 była oparta na Chromium. Jej rozwój zawieszono w kwietniu 2011.

Opera
- Opera to przeglądarka internetowa, która od wersji 15 została oparta na Chromium i wydana na platformę Windows, macOS i systemy mobilne. Starsze wersje tej przeglądarki były oparte na silniku Presto.

Iron
- SRWare Iron to wydanie Chromium dla systemów Windows, macOS oraz Linux. Usuwa ona funkcje Chromium mogące służyć do wysyłania informacji firmom trzecim.

Rockmelt
- RockMelt to wydanie Chromium dla systemów Windows i macOS wydane pod komercyjną licencją własnościową. Jest mocno zintegrowana z funkcjami społecznościowymi Facebooka i Twittera.